# Бритта Ферхаген
Альберта Роммель (нем. Alberta Rommel; псевдоним — Бритта Ферхаген, нем. Britta Verhagen; 5 мая 1912, Штутгарт — 22 декабря 2001) — немецкая писательница.

## Биография
Дочь писательницы Клары Роммель-Хорат и доктора Вильгельма (Виллема) Роммеля.
Альберта Роммель в 1929—1934 годы училась в Вюртембергской высшей школе музыки и пения, брала частные уроки по вокалу. С 1936 года работала учительницей пения и изучала сравнительное религиоведение в Тюбингенском университете у преподавателя — профессора Якоба Вильгельма Хауэра (1881—1962, индолог и историк религии, создатель и первый лидер Движения германской веры).
После Второй мировой войны Альберта Роммель писала детские книги. Была популярной детской писательницей в ФРГ в 1950—1970-е годы.
За роман для детей «Золотая вуаль» в 1956 году получила премию «За лучшую книгу для девочек» в номинации «Немецкой премии за книгу для молодежи». Кроме детских книг Альберта Роммель писала исторические романы на темы итальянского Ренессанса.
С 1980 года работала под псевдонимом Бритта Ферхаген (Ферхаген — девичья фамилия её бабушки по отцу, голландки). Написала несколько романов в жанре фэнтези на исторические сюжеты и мифы древних индоевропейцев. Написала также несколько историко-публицистических исследований, касающихся древнейшей истории Европы. Эти работы были изданы в издательстве «Граберт» в Тюбингене.
В своих поздних произведениях руководствовалась работами своего бывшего учителя Хауэра, а также пастора и археолога-любителя Юргена Шпанута (1907—1998), популяризировала известную гипотезу, что Атлантида якобы находилась в древности на шельфе Северного моря, приблизительно на месте нынешнего острова Гельголанд.
Её книги, действие в которых происходило в доисторические времена, в эпоху викингов и др., вызвали критику в ряде изданий ФРГ. Её обвиняли в «пронацистских» симпатиях.

## Книги
Всего Альберта Роммель под своим именем и под псевдонимом «Бритта Ферхаген» написала свыше пятидесяти книг:
- Fünf in einem Ring, New York 1938 (вместе с Кларой Хорат)
- Sommerfahrt zu dritt, Stuttgart 1942
- Das Haus am Hang, Stuttgart 1950
- Lonni und Sonni, Stuttgart 1951
- Ein Maispiel, Weinheim/Bergstr. 1952
- Der rote Freibeuter, Stuttgart 1952
- Christl und die Vagabunden, Köln 1953
- Die Nacht in der Burgruine, Stuttgart 1953
- Jungfrau Maleen, Weinheim/Bergstr. 1954
- Kapitän Ursula, Stuttgart 1954
- Lonni und Sonni am See, Stuttgart 1954
- Die Sternsinger, Stuttgart 1954
- Der goldene Schleier[1], Stuttgart 1955
- Ursula und der weiße «Pirat», Stuttgart1956
- Der Koffergeist, Stuttgart 1957
- Mit Corinna kannst du was erleben, Stuttgart 1959
- Der rätselhafte Veit, Stuttgart 1960
- Verwandlung am Bodensee, Gütersloh 1960
- Hochzeit in Florenz, Heilbronn 1961
- Das Licht in der Bärenschlucht, Stuttgart 1961
- Mein Leben für Florenz, Gütersloh 1962
- Lucrezia und der Fremde, Heilbronn 1963
- Allein gegen die Welt, Hannover 1964
- Der junge Michelangelo, Stuttgart 1965
- Feuerzeichen am Berg, Stuttgart-Sillenbuch 1966
- Die gläserne Barke, Stuttgart 1966
- Party im Ferienhaus, Hannover 1968
- Ein Fremder kam nach Mantua, Freiburg i. Br. [u.a.] 1969
- Unser Beat-Freund, Hannover 1969
- Anita und der rote Pirat, Hannover 1970
- Ein paar Schritte vorwärts, Heilbronn 1972
- Glückliches Haus, Heilbronn 1974
- Petronella und die Nebelmänner, Freiburg im Breisgau [u.a.] 1974
- Das Geheimnis des Baron Oudewater, Wien [u.a.] 1975
- Der Bruder des Weißen Gottes, Düsseldorf 1978
- Die Detektive von der Drachenburg, Hannover 1978
- Es begann im Alpen-Express, Hannover 1978
- Ein König in Atlantis, Tübingen 1980 (под именем Бритта Ферхаген)
- Der Sarazene des Kaisers, Düsseldorf 1980
- Rückkehr nach Atlantis, Tübingen [u.a.] 1982 (под именем Бритта Ферхаген)
- Götter am Morgenhimmel, Tübingen [u.a.] 1983 (под именем Бритта Ферхаген)
- Die junge Barbara, Mühlacker 1984
- Margarethe von Savoyen, Mühlacker [u.a.] 1986
- Die goldenen Tage von Perugia, Mühlacker [u.a.] 1987
- Die Insel der heiligen Schwäne, Tübingen 1987 (под именем Бритта Ферхаген, роман о временах христианизации Фризии)
- Wirbel im Hotel, Hannover 1989
- Die Zauberin aus Venedig, Irdning/Steiermark 1989
- Der heimliche König, Mühlacker [u.a.] 1990
- Dreizehn Nächte in Norge, Tübingen 1991 (под именем Бритта Ферхаген, роман о временах христианизации Норвегии)
- Isotta von Rimini, Mühlacker [u.a.] 1993
- Kam Odin-Wodan aus dem Osten?, Tübingen 1994 (под именем Бритта Ферхаген)
- Jehanne, Mühlacker [u.a.] 1997 — роман о Жанне Д’Арк, автор основывает свой сюжет на известной версии о том, что Жанна Д’Арк не была казнена и впоследствии жила под именем Жанны Д’Армуаз.
- Die uralten Götter Europas und ihr Fortleben bis heute, Tübingen 1999 (под именем Бритта Ферхаген)

На русский язык были переведены и опубликованы в сети Интернет следующие книги:
- Бритта Ферхаген. Пришёл ли Один-Водан с Востока? О религии германской праистории
- Бритта Ферхаген. Древнейшие боги Европы и продолжение их жизни до сегодняшнего дня
- Бритта Ферхаген. Остров священных лебедей (исторический роман)
- Бритта Ферхаген. Боги на утреннем небе. Религия североевропейского бронзового века
- Бритта Ферхаген. Тринадцать ночей в Норвегии (исторический роман)